# Ainoco

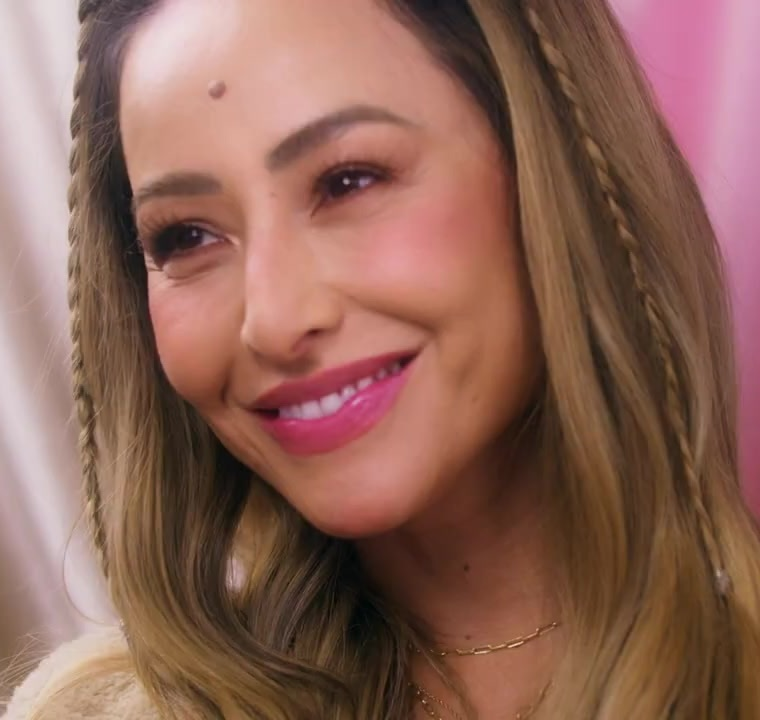
Apresentadora Sabrina Sato

Ainoco, às vezes também ainocô (de 合い “junto ou associado” e 子 “criança ou fruto”; ou seja, 合の子 ainoko), é o termo tradicionalmente empregado no Japão para descrever o mestiço de uniões entre japoneses e outras etnias.
Hoje em dia, porém, tal designação está cada vez mais ostracizada em terras nipônicas por supostamente suscitar racismo e em seu lugar tem sido usado o termo hāfu para fazer referência às pessoas mestiças com algum ascendente japonês.
No Brasil, ainoco foi termo bastante usado por acadêmicos para designar o fruto das uniões entre japoneses e brasileiros, mas tem caído em desuso. Já nos Estados Unidos, mestiços de japoneses e outras etnias são chamados de Amerasians.
A modelo Juliana Imai e a apresentadora Sabrina Sato são etnicamente multirraciais, tendo um dos ascendentes de origem nipônica e outro não.